# Kołki strzępkowe

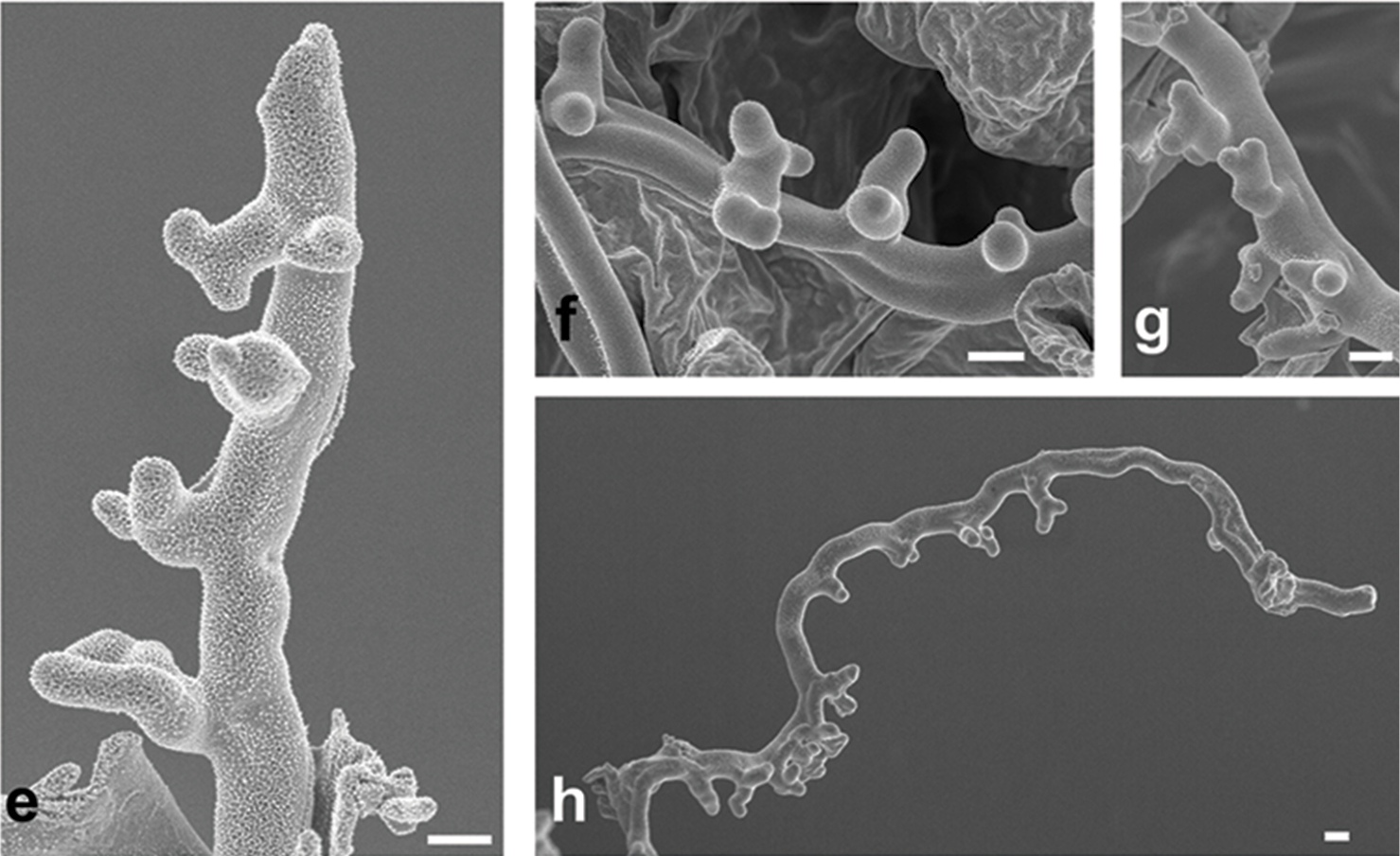
Kołki strzępkowe na strzępce szkieletowej Baltazaria octopodites (w mikroskopie elektronowym)

Kołki strzępkowe (ang. hyphal pegs) – wyrostki na zewnętrznych ścianach strzępek u grzybów.
Występują m.in. u dużej liczby gatunków grzybów poliporoidalnych. Na przekroju poprzecznym wyglądają jak brodawki lub grzbiety, na przekroju podłużnym jak grzbiety. Zbudowane są ze splecionych strzępek wegetatywnych wystających ponad hymenium. Ich występowanie i budowa mają znaczenie przy identyfikacji niektórych gatunków.
Istnieją też strzępki, których boczne wyrostki są dłuższe i często rozgałęzione. Noszą nazwę strzępek uchyłkowatych.

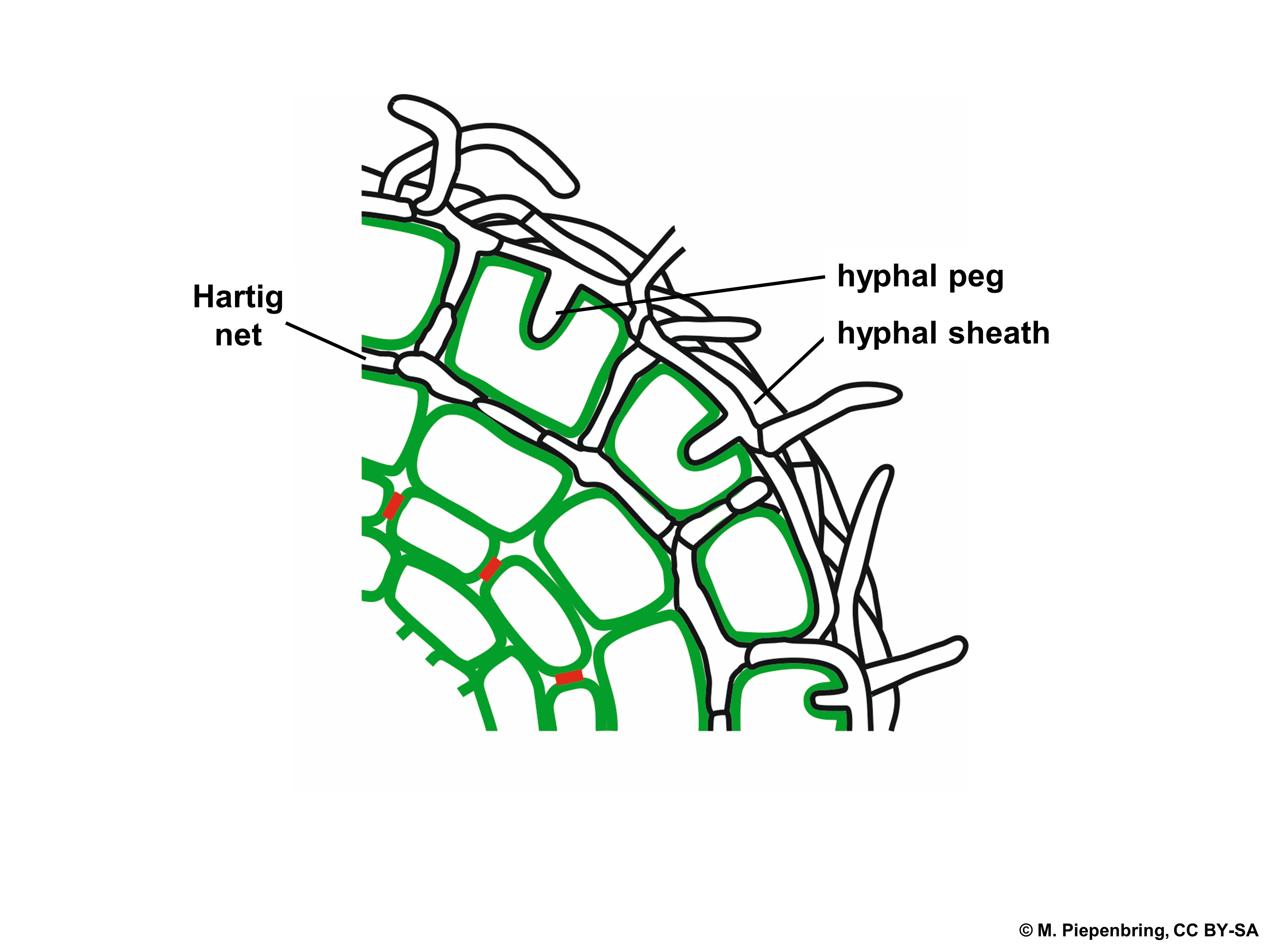